# 念珠関村
念珠関村（ねずがせきむら）は山形県西田川郡にあった村。現在の鶴岡市南西端の日本海に面した区域にあたる。

## 地理
- 海洋：日本海
- 山：天魄山、矢矧山、源蔵山、大畑山、芋沢山、日本国
- 河川：庄内小国川、鼠ヶ関川

## 歴史
- 1889年（明治22年）4月1日 - 町村制の施行により、鼠ヶ関村、小名部村、早田村、小岩川村、大岩川村及び槇野代村（大岩川村枝郷）の区域をもって念珠関村が発足。
- 1954年（昭和29年）12月21日 - 念珠関村、温海町、福栄村及び山戸村が合併し、改めて温海町が発足。同日、念珠関村が廃止。

## 交通

### 鉄道路線
- 日本国有鉄道
  - 羽越本線
    - 鼠ケ関駅 - 小岩川駅

## 道路
- 国道7号

現在は旧村域に日本海東北自動車道のあつみ温泉インターチェンジが所在するが、当時は未開通。